# يغنك (آراغاتسوتن)
مدينة يغنك (بالإنجليزية: Yeghnik)‏ هي إحدى المدن التابعة لمقاطعة آراغاتسوتن في أرمينيا. يقدر عدد سكانها بـ 555 نسمة حسب الإحصاء الذي جرى عام 2011.